# Чемпіонат Європи з хокею із шайбою
Чемпіонат Європи з хокею із шайбою — хокейні змагання, які проводились Міжнародною Федерацією хокею із шайбою з 1910 по 1991 роки. Незалежні турніри проходили з 1910 по 1927 роки, з 1930 року чемпіонати Європи відбувалися у рамках чемпіонатів світу та Зимових Олімпійських ігор, не проводили під час війн у 1915 — 1920 роках та 1940 — 1946 роках, а також в роки проведення Зимових Олімпійських ігор 1980, 1984, 1988 років.

## Результати
| Рік                                                                  | Чемпіони        | 2-е місце      | 3-є місце      | Місце і країна проведення                         |
| -------------------------------------------------------------------- | --------------- | -------------- | -------------- | ------------------------------------------------- |
| 1910                                                                 | Велика Британія | Німеччина      | Бельгія        | Ле-Аван, Швейцарія                                |
| 1911                                                                 | Богемія         | Німеччина      | Бельгія        | Берлін, Німеччина                                 |
| 1912                                                                 | Анульовано      | Анульовано     | Анульовано     | Прага, Австро-Угорщина                            |
| 1913                                                                 | Бельгія         | Богемія        | Німеччина      | Мюнхен, Німеччина                                 |
| 1914                                                                 | Богемія         | Німеччина      | Бельгія        | Берлін, Німеччина                                 |
| Чемпіонати не відбулись у 1915—1920 роках, через Першу світову війну |                 |                |                |                                                   |
| 1921                                                                 | Швеція          | Чехословаччина |                | Стокгольм, Швеція                                 |
| 1922                                                                 | Чехословаччина  | Швеція         | Швейцарія      | Санкт-Моріц, Швейцарія                            |
| 1923                                                                 | Швеція          | Франція        | Чехословаччина | Антверпен, Бельгія                                |
| 1924                                                                 | Франція         | Швеція         | Швейцарія      | Мілан, Італія                                     |
| 1925                                                                 | Чехословаччина  | Австрія        | Швейцарія      | Штрбське плесо / Старий Смоковець, Чехословаччина |
| 1926                                                                 | Швейцарія       | Чехословаччина | Австрія        | Давос, Швейцарія                                  |
| 1927                                                                 | Австрія         | Бельгія        | Німеччина      | Відень, Австрія                                   |
| 1929                                                                 | Чехословаччина  | Польща         | Австрія        | Будапешт, Угорщина                                |
| 1932                                                                 | Швеція          | Австрія        | Швейцарія      | Берлін, Німеччина                                 |

Примітки
- Берлін 1932: це був останній окремий чемпіонат Європи.

## Європейські медалісти (чемпіонатів що проходили разом з чемпіонатами світу)
| Рік  | Чемпіони        | 2-е місце       | 3-є місце           |
| ---- | --------------- | --------------- | ------------------- |
| 1928 | Швеція          | Швейцарія       | Велика Британія     |
| 1930 | Німеччина       | Швейцарія       | Австрія             |
| 1931 | Австрія         | Польща          | Чехословаччина      |
| 1933 | Чехословаччина  | Австрія         | Німеччина Швейцарія |
| 1934 | Німеччина       | Швейцарія       | Чехословаччина      |
| 1935 | Швейцарія       | Велика Британія | Чехословаччина      |
| 1936 | Велика Британія | Чехословаччина  | Німеччина           |
| 1937 | Велика Британія | Швейцарія       | Німеччина           |
| 1938 | Велика Британія | Чехословаччина  | Німеччина           |
| 1939 | Швейцарія       | Чехословаччина  | Німеччина           |
| 1947 | Чехословаччина  | Швеція          | Австрія             |
| 1948 | Чехословаччина  | Швейцарія       | Швеція              |
| 1949 | Чехословаччина  | Швеція          | Швейцарія           |
| 1950 | Швейцарія       | Велика Британія | Швеція              |
| 1951 | Швеція          | Швейцарія       | Норвегія            |
| 1952 | Швеція          | Чехословаччина  | Швейцарія           |
| 1953 | Швеція          | ФРН             | Швейцарія           |
| 1954 | СРСР            | Швеція          | Чехословаччина      |
| 1955 | СРСР            | Чехословаччина  | Швеція              |
| 1956 | СРСР            | Швеція          | Чехословаччина      |
| 1957 | Швеція          | СРСР            | Чехословаччина      |
| 1958 | СРСР            | Швеція          | Чехословаччина      |
| 1959 | СРСР            | Чехословаччина  | Швеція              |
| 1960 | СРСР            | Чехословаччина  | Швеція              |
| 1961 | Чехословаччина  | СРСР            | Швеція              |
| 1962 | Швеція          | Фінляндія       | Норвегія            |
| 1963 | СРСР            | Швеція          | Чехословаччина      |
| 1964 | СРСР            | Швеція          | Чехословаччина      |
| 1965 | СРСР            | Чехословаччина  | Швеція              |
| 1966 | СРСР            | Чехословаччина  | НДР                 |
| 1967 | СРСР            | Швеція          | Чехословаччина      |
| 1968 | СРСР            | Чехословаччина  | Швеція              |
| 1969 | СРСР            | Швеція          | Чехословаччина      |
| 1970 | СРСР            | Швеція          | Чехословаччина      |
| 1971 | Чехословаччина  | СРСР            | Швеція              |
| 1972 | Чехословаччина  | СРСР            | Швеція              |
| 1973 | СРСР            | Швеція          | Чехословаччина      |
| 1974 | СРСР            | Чехословаччина  | Швеція              |
| 1975 | СРСР            | Чехословаччина  | Швеція              |
| 1976 | Чехословаччина  | Швеція          | СРСР                |
| 1977 | Чехословаччина  | Швеція          | СРСР                |
| 1978 | СРСР            | Чехословаччина  | Швеція              |
| 1979 | СРСР            | Чехословаччина  | Швеція              |
| 1981 | СРСР            | Швеція          | Чехословаччина      |
| 1982 | СРСР            | Чехословаччина  | Швеція              |
| 1983 | СРСР            | Чехословаччина  | Швеція              |
| 1985 | СРСР            | Чехословаччина  | Фінляндія           |
| 1986 | СРСР            | Швеція          | Фінляндія           |
| 1987 | СРСР            | Чехословаччина  | Фінляндія           |
| 1989 | СРСР            | Чехословаччина  | Швеція              |
| 1990 | Швеція          | СРСР            | Чехословаччина      |
| 1991 | СРСР            | Швеція          | Фінляндія           |

Примітки
- Чемпіонати світу 1972 та 1976 років пройшли окремо від олімпійського турніру.

## Загальна кількість медалей
| #  | Збірна                   | Золото | Срібло | Бронза | Всього медалей |
| 1  | СРСР                     | 27     | 5      | 2      | 34             |
| 2  | Богемія / Чехословаччина | 15     | 21     | 17     | 53             |
|    | Богемія                  | 3      | 1      | 0      | 4              |
|    | Чехословаччина           | 12     | 20     | 17     | 49             |
| 3  | Швеція                   | 10     | 19     | 18     | 47             |
| 4  | Швейцарія                | 4      | 6      | 8      | 18             |
| 5  | Велика Британія          | 4      | 2      | 1      | 7              |
| 6  | Німеччина                | 2      | 4      | 7      | 13             |
| 7  | Австрія                  | 2      | 3      | 4      | 9              |
| 8  | Бельгія                  | 1      | 1      | 4      | 6              |
| 9  | Франція                  | 1      | 1      | 0      | 2              |
| 10 | Польща                   | 0      | 2      | 0      | 2              |
| 11 | Фінляндія                | 0      | 1      | 4      | 5              |
| 12 | Норвегія                 | 0      | 0      | 2      | 2              |
| 13 | НДР                      | 0      | 0      | 1      | 1              |